# Rebelde (1.ª temporada)
A primeira temporada de Rebelde, uma telenovela mexicana escrita por Pedro Damián e Pedro Armando Rodríguez e dirigida por Juan Carlos Muñoz, Luis Pardo e Felipe Nájera, estreou pelo Canal de las Estrellas entre 4 de outubro de 2004 e terminando em 29 de julho de 2005, após 215 episódios, sendo exibida entre às segundas e sextas-feiras, às 19:00.
Foi protagonizada por Anahí, Dulce María, Alfonso Herrera e Christopher Uckermann, co-protagonizada por Maite Perroni e Christian Chávez, além das participações  estrelares de Juan Ferrara, Ninel Conde, Enrique Rocha, Leticia Perdigón, Tony Dalton, Angelique Boyer e Lourdes Canale.

## Exibição
No Brasil, a primeira temporada foi exibida entre 15 de agosto de 2005 a 30 de março de 2006 em 215 capítulos, pelo SBT, foi inicialmente prevista para estrear em 16 de maio de 2005, mais sua estreia acabou sendo adiada vindo a acontecer apenas 3 meses depois. A telenovela acabou tornando-se um grande sucesso no país entre o público juvenil.
A temporada foi reexibida pelo SBT entre 2 de setembro de 2013 e 20 de junho de 2014, em 210 capítulos, às 21:15, sendo substituída pela segunda temporada.
Foi reexibida pela segunda vez entre 12 de junho e 13 de outubro de 2024, em 89 capítulos, às 14:15, substituindo a reprise de Marisol e sendo substituída pela extensão do Fofocalizando. Essa reprise ocorreu em razão da turnê Soy Rebelde Tour do grupo RBD, que marca o reencontro da banda aos palcos. Não foi ao ar em 12 de outubro de 2023 devido à exibição do especial Feriadão SBT. Estreou com 4,3 pontos, e alcançou 4,8 pontos no seu segundo capítulo, sendo a maior audiência do dia. Ao longo das semanas, foi perdendo audiência, chegando a marcar 1,9 pontos e sendo a pior audiência do dia. O seu último capítulo marcou 2,6 pontos e terminou com média final de 2,7 pontos. Por conta dos baixos índices, a novela teve o seu final antecipado nessa exibição, com os capítulos sendo condensados diariamente, enquanto que a íntegra da novela era postada no serviço de streaming SBT Vídeos (atual +SBT), contendo a nova versão das aberturas, vinhetas de intervalo e créditos. A emissora passou a disponibilizar a segunda temporada na plataforma após o fim da transmissão da primeira temporada na TV aberta.
Também foi exibida em toda a América Latina pelo canal por assinatura Boomerang, estreando em 3 de setembro de 2007, às 21h. O canal TLN Network também exibiu à telenovela em 9 de abril de 2012. A primeira temporada estreou em 16 de novembro de 2023 na plataforma brasileira de streaming Globoplay.

## Enredo

O elenco juvenil principal.

Elite Way School é um colégio semi-interno com prestígio internacional onde adolescentes de classe alta recebem um elevado nível de educação para estarem preparados para um grande futuro. A escola conta com um programa de bolsas de estudos para jovens de baixos recursos financeiros que possuem excelente nível acadêmico. No entanto, poucos chegam a se graduar, já que são perseguidos por uma sociedade secreta chamada La Logia (A Seita), cujo propósito é conservar a pureza da classe privilegiada.
Entre os alunos estão Mia Colucci (Anahí), Miguel Arango (Alfonso Herrera), Roberta Pardo (Dulce María), Diego Bustamante (Christopher Uckermann), Lupita Fernandez (Maite Perroni) e Giovanni Mendez (Christian Chávez). Seis jovens que, apesar de suas grandes diferenças, descobrem algo que os unirá acima de tudo: o grande amor pela música. Os outros alunos do quarto ano são Josy Luján, Téo, Nico, Pilar, Tomás, Vick, Celina, Joaquim, Iker/Jorge, Jack, Jaqueline e Raquel.
Mia é filha do grande empresário da moda Franco Colucci (Juan Ferrara), e detesta o mau gosto. É popular, alegre e extrovertida, mas vai se apaixonar pelo garoto que mais odeia, Miguel. Roberta é filha da famosa cantora de música country Alma Rey (Ninel Conde), e é uma jovem impulsiva, rebelde e muito teimosa, e por ter uma mãe muito jovem, as duas vivem em constante competição. Miguel veio da cidade de Monterrey e estuda no colégio após ganhar uma bolsa de estudos, mas seu verdadeiro propósito é vingar a morte de seu pai. Sua vida vem abaixo quando descobre que o culpado é o pai da garota que ele ama, Mia. Para Diego, filho do importante político León Bustamante (Enrique Rocha), a música é apenas um hobby. Desde criança, sabe que seu destino está na política, e herdou o jeito arrogante e prepotente de seu pai. Lupita, uma jovem bondosa e humilde, consegue uma bolsa de estudos graças a sua tia Maira (Leticia Perdigón), que trabalha na cantina do colégio. Juan, que odeia seu nome usa o nome de Giovanni, é filho de dois açogueiros e tem vergonha deles, mente para seus amigos e nunca deixa eles irem na sua casa. Na primeira temporada participa da Seita.
Estes seis jovens, e todos os seus companheiros, vivem no colégio experiências incríveis. Rebelde é uma história de adolescentes que abrem os olhos para a realidade do mundo em um ambiente elitista, onde o poder e os bens materiais são supervalorizados. Eles vão lutar pelo direito de amar, romper as barreiras sociais e pelos ideais nos quais acreditam.

## Elenco
| Intérprete            | Personagem                        | Dublador(a) brasileiro                      |
| --------------------- | --------------------------------- | ------------------------------------------- |
| Anahí                 | Mia Colucci Cárceres              | Flávia Saddy                                |
| Dulce María           | Roberta Alexandra Maria Pardo Rey | Flávia Fontenelle                           |
| Alfonso Herrera       | Miguel Arango Cervera             | Marcos Souza                                |
| Christopher Uckermann | Diego Bustamante Dregh            | Caio César                                  |
| Ninel Conde           | Alma Rey                          | Gabriela Bicalho                            |
| Juan Ferrara          | Franco Colucci                    | Júlio Chaves                                |
| Enrique Rocha         | León Bustamante                   | Márcio Simões                               |
| Leticia Perdigón      | Mayra Fernández                   | Juraciara Diácovo                           |
| Maite Perroni         | Guadalupe "Lupita" Fernández      | Ana Lúcia Menezes                           |
| Christian Chávez      | Juan "Giovanni" Méndez López      | Márcio Chaves                               |
| Zoraida Gómez         | Josy Luján Landeros               | Iara Riça                                   |
| Angelique Boyer       | Victoria "Vico" Paz Millán        | Fernanda Crispim                            |
| Karla Cossío          | Pilar Gandía Rosalez              | Christiane Monteiro                         |
| Estefania Villareal   | Celina Ferreira Mitre             | Mariana Torres                              |
| Tony Dalton           | Gastón Diestro                    | Peterson Adriano                            |
| Eddy Vilard           | Teodoro "Téo" Ruiz-Palácios       | Luiz Sérgio Vieira                          |
| Jack Duarte           | Tomás Goycoléa Kantun             | Marcus Júnior                               |
| Felipe Nájera         | Pascoal Gandía Pérez              | Malta Júnior                                |
| Rodrigo Nehme         | Nicolas "Nico" Huber Ayute        | Thiago Fagundes                             |
| Patricio Borghetti    | Henrique Madariaga                | Cláudio Galván                              |
| Grettell Valdéz       | Renata Lizaldi                    | Mônica Magnani                              |
| Michael Gurfinkell    | Joaquín Mascaro                   | Manolo Rey                                  |
| Cynthia Copelli       | Mabel Dregh de Bustamante         | Carla Pompílio                              |
| Malillany Marín       | Luz Viviana Olivier               | Isabela Quadros                             |
| Samantha López        | Julieta Braniff                   | Adriana Torres                              |
| Aitor Iturrioz        | Esteban Nolasco                   | Francisco Quintiliano                       |
| Antonio Sainz         | Isaac Urcola dos Santos/Abrahão   | Reinaldo Buzzoni                            |
| Tiare Scanda          | Galia Rosales de Gandía           | Mabel Cezar                                 |
| Ronald Duarte         | Jacó "Jack" Lizaldi Heidi         | Carlos Eduardo Sangenetto                   |
| Fernanda Polín        | Raquel Sender Ramos Byron         | Roberta Madruga                             |
| Lourdes Canale        | Hilda Acosta                      | Jane Kelly                                  |
| María Fernanda García | Alice Salazar                     | Mariângela Cantú                            |
| Pedro Weber           | Peter                             | Ednaldo Lucena                              |
| Abraham Stavans       | Joel Huber                        | Luiz Carlos Persy                           |
| Manola Díez           | Josefina "Pepa"                   | Izabella Bicalho                            |
| Nicolas Krinis        | Jacó                              | Sérgio Stern                                |
| Tessa Norvind         | Dolores "Loly" Arango Cervera     | Bruna Laynes                                |
| Miguel Rodarte        | Carlo Colucci                     | Duda Ribeiro                                |
| Beatriz Shantal       | Paola                             | Fabiana Aveiro                              |
| Marisol Santacruz     | Lourdes de la Riva                | —                                           |
| Raúl Ochoa            | Alberto de la Riva                | —                                           |
| Ariane Pellicer       | Nora Goycoléa                     | Andrea Murucci                              |
| Jean Safont           | Ricardo Mendiola                  | Orlando Drummond                            |
| Dobrina Cristeva      | Yolanda "Yuli" Huber Ayute        | Rita Lopes                                  |
| Francisco Avendaño    | Gustavo Ruíz                      | Oziel MonteiroRicardo Vooght                |
| Paola Lavat           | Andréia Ruíz-Palácios             | Vânia AlexandreIsis KoschdoskiRosane Corrêa |
| Patricia Martínez     | Luisa López                       | Sarito Rodrigues                            |
| Roberto Miranda       | Cosme Méndez                      | Marco Moreira                               |
| Itzamna Orizaga Sodi  | Iker Quevedo Villalobos           | Gustavo Nader                               |
| Jorge Ponce           | Jorge Luckirin                    | Kaue Gofman                                 |
| Alejandra Peniche     | Damiana Ferreira Mitre            | Carla Neves                                 |
| Xóchitl Vigil         | Rosa Fernández                    | Nádia Carvalho                              |
| Gabriela Bermúdez     | Helena Arango Cervera             | Izabel Lira                                 |
| Gerardo Klein         | Fernando Ferreira                 | —                                           |
| Jesús Falcón          | Augusto Paz Cantú                 | Alexandre Moreno                            |
| Ana Bolena            | Belém Menézes Pacheco             | Roberta Nogueira                            |
| Sergio García         | Rodrigo Santiestevan              | Júlio Monjardim                             |
| Fernando Morin        | Antônio Pardo                     | Ronaldo Júlio                               |
| Héctor Gómez          | Hilário Ortiz                     | José Santa Cruz                             |
| Malisha               | Suzana "Lulu"                     | Fernanda Baronne                            |
| Jessica Salazar       | Valéria Olivier                   | Christiane Louise                           |
| Juan Acosta           | Fagundes Millão                   | —                                           |
| Gabriela Ramírez      | Maria de Jesus                    | —                                           |
| Siny                  | Dulce Fernández                   | Érika Menezes                               |
| Carlos Balart         | Donato                            | —                                           |
| Julio Camejo          | Mauro Mansilla                    | Marcelo Garcia                              |
| Natalia Tellez        | Karen                             | —                                           |
| Samantha López        | Julieta Braniff                   | Adriana Torres                              |
| Zamorita              | Maurice                           | André Belizar                               |
| Liuba de Lasse        | Catarina "Cata"                   | Priscila Amorim                             |
| Luis Fernando Peña    | Simón                             | Ricardo Juarez                              |
| Patsy                 | Inês Alanis                       | Nair Amorim                                 |
| Miguel Priego         | Jacinto                           | —                                           |

### Participações especiais
- Lenny Kravitz
- La Quinta Estación
- Ricardo Montaner

## Episódios
Créditos:
| N.º geral | N.º na temp. | Título                               | Exibição original       |
| --------- | ------------ | ------------------------------------ | ----------------------- |
| 1         | 1            | "¿Dónde vas a estudiar?"             | 4 de outubro de 2004    |
| 2         | 2            | "Exámenes de admisión"               | 5 de outubro de 2004    |
| 3         | 3            | "Intercambio de favores"             | 6 de outubro de 2004    |
| 4         | 4            | "Amenazas y ataques"                 | 7 de outubro de 2004    |
| 5         | 5            | "Engaños y malentendidos"            | 8 de outubro de 2004    |
| 6         | 6            | "Peleas"                             | 11 de outubro de 2004   |
| 7         | 7            | "Besos falsos y verdaderos"          | 12 de outubro de 2004   |
| 8         | 8            | "Declaración de amor"                | 13 de outubro de 2004   |
| 9         | 9            | "Enfermedad fingida"                 | 14 de outubro de 2004   |
| 10        | 10           | "Lupita y Roberta ¿amigas?"          | 15 de outubro de 2004   |
| 11        | 11           | "Desmentida, inventos y humillación" | 18 de outubro de 2004   |
| 12        | 12           | "Falsa acusación"                    | 19 de outubro de 2004   |
| 13        | 13           | "Falta de sinceridad"                | 20 de outubro de 2004   |
| 14        | 14           | "Bofetadas y verdades"               | 21 de outubro de 2004   |
| 15        | 15           | "Celos, mentiras y confianza"        | 22 de outubro de 2004   |
| 16        | 16           | "Me suena"                           | 25 de outubro de 2004   |
| 17        | 17           | "Secretos no tan bien guardados"     | 26 de outubro de 2004   |
| 18        | 18           | "Cosas que se deben ocultar"         | 27 de outubro de 2004   |
| 19        | 19           | "La logia"                           | 28 de outubro de 2004   |
| 20        | 20           | "Trampa, venganza y beso"            | 29 de outubro de 2004   |
| 21        | 21           | "Fiesta"                             | 1 de novembro de 2004   |
| 22        | 22           | "Tratamiento psicológico"            | 2 de novembro de 2004   |
| 23        | 23           | "No te metas con mi novia"           | 3 de novembro de 2004   |
| 24        | 24           | "A la hora de bailar"                | 4 de novembro de 2004   |
| 25        | 25           | "Expulsión"                          | 5 de novembro de 2004   |
| 26        | 26           | "Chantaje"                           | 8 de novembro de 2004   |
| 27        | 27           | "Se extraña a Vico"                  | 9 de novembro de 2004   |
| 28        | 28           | "Celina obsesionada"                 | 10 de novembro de 2004  |
| 29        | 29           | "¿Qué tiene Celina?"                 | 11 de novembro de 2004  |
| 30        | 30           | "El nuevo"                           | 12 de novembro de 2004  |
| 31        | 31           | "Cita ¿arruinada?"                   | 15 de novembro de 2004  |
| 32        | 32           | "La mentira de Roberta"              | 16 de novembro de 2004  |
| 33        | 33           | "Discreción y chantaje"              | 17 de novembro de 2004  |
| 34        | 34           | "Doble cara"                         | 18 de novembro de 2004  |
| 35        | 35           | "El cassette"                        | 19 de novembro de 2004  |
| 36        | 36           | "Venganza y verdad"                  | 22 de novembro de 2004  |
| 37        | 37           | "Delatores"                          | 23 de novembro de 2004  |
| 38        | 38           | "La mamá de Roberta"                 | 24 de novembro de 2004  |
| 39        | 39           | "¿Embarazada?"                       | 25 de novembro de 2004  |
| 40        | 40           | "Mi padre es narco"                  | 26 de novembro de 2004  |
| 41        | 41           | "Qué quieren los padres"             | 29 de novembro de 2004  |
| 42        | 42           | "El divorcio"                        | 30 de novembro de 2004  |
| 43        | 43           | "No querer ver la verdad"            | 1 de dezembro de 2004   |
| 44        | 44           | "Accidentes"                         | 2 de dezembro de 2004   |
| 45        | 45           | "Decepción"                          | 3 de dezembro de 2004   |
| 46        | 46           | "Lupita no es judía"                 | 6 de dezembro de 2004   |
| 47        | 47           | "Falso rumor"                        | 7 de dezembro de 2004   |
| 48        | 48           | "Orden en la escuela"                | 8 de dezembro de 2004   |
| 49        | 49           | "Mejor ser diferente"                | 9 de dezembro de 2004   |
| 50        | 50           | "Invitación para cantar"             | 10 de dezembro de 2004  |
| 51        | 51           | "La burla"                           | 13 de dezembro de 2004  |
| 52        | 52           | "Ataques de pánico"                  | 14 de dezembro de 2004  |
| 53        | 53           | "Discusiones y golpes"               | 15 de dezembro de 2004  |
| 54        | 54           | "No se vayan"                        | 16 de dezembro de 2004  |
| 55        | 55           | "Lavado de dinero"                   | 17 de dezembro de 2004  |
| 56        | 56           | "La verdad siempre se sabe"          | 20 de dezembro de 2004  |
| 57        | 57           | "Viaje de fin de año"                | 21 de dezembro de 2004  |
| 58        | 58           | "Madres"                             | 22 de dezembro de 2004  |
| 59        | 59           | "La foto de Vico"                    | 23 de dezembro de 2004  |
| 60        | 60           | "Dinero"                             | 24 de dezembro de 2003  |
| 61        | 61           | "Navidad"                            | 27 de dezembro de 2004  |
| 62        | 62           | "Mia no confía en Miguel"            | 28 de dezembro de 2004  |
| 63        | 63           | "Boxeo"                              | 29 de dezembro de 2004  |
| 64        | 64           | "¿Por qué pelearon?"                 | 30 de dezembro de 2004  |
| 65        | 65           | "Droga en la escuela"                | 31 de dezembro de 2004  |
| 66        | 66           | "Viaje a Cozumel"                    | 1 de janeiro de 2005    |
| 67        | 67           | "Fiesta en la playa"                 | 2 de janeiro de 2005    |
| 68        | 68           | "Año Nuevo"                          | 5 de janeiro de 2005    |
| 69        | 69           | "La fundación del director"          | 6 de janeiro de 2005    |
| 70        | 70           | "Obligado a vender droga"            | 7 de janeiro de 2005    |
| 71        | 71           | "Tomás quiere escapar"               | 10 de janeiro de 2005   |
| 72        | 72           | "Venganza"                           | 11 de janeiro de 2005   |
| 73        | 73           | "Celos"                              | 12 de janeiro de 2005   |
| 74        | 74           | "Mia se siente herida"               | 13 de janeiro de 2005   |
| 75        | 75           | "Drogas y deporte"                   | 14 de janeiro de 2005   |
| 76        | 76           | "¿Roberta se va a España?"           | 17 de janeiro de 2005   |
| 77        | 77           | "Diego se enfurece"                  | 18 de janeiro de 2005   |
| 78        | 78           | "Decidirse por una banda"            | 19 de janeiro de 2005   |
| 79        | 79           | "Cartas de amor"                     | 20 de janeiro de 2005   |
| 80        | 80           | "Lulú pide disculpas"                | 21 de janeiro de 2005   |
| 81        | 81           | "El temor"                           | 24 de janeiro de 2005   |
| 82        | 82           | "Ruptura y reconciliación"           | 25 de janeiro de 2005   |
| 83        | 83           | "En reemplazo"                       | 26 de janeiro de 2005   |
| 84        | 84           | "Golpes y presentaciones"            | 27 de janeiro de 2005   |
| 85        | 85           | "Incomunicada"                       | 28 de janeiro de 2005   |
| 86        | 86           | "Obligadas a acostarse"              | 31 de janeiro de 2005   |
| 87        | 87           | "Cosas del pasado"                   | 1 de fevereiro de 2005  |
| 88        | 88           | "Trampa"                             | 2 de fevereiro de 2005  |
| 89        | 89           | "Creer o no creer"                   | 3 de fevereiro de 2005  |
| 90        | 90           | "Haciendo lo que no se debe"         | 4 de fevereiro de 2005  |
| 91        | 91           | "No te drogues"                      | 7 de fevereiro de 2005  |
| 92        | 92           | "Autoestima"                         | 8 de fevereiro de 2005  |
| 93        | 93           | "Una relación seria"                 | 9 de fevereiro de 2005  |
| 94        | 94           | "Cambios"                            | 10 de fevereiro de 2005 |
| 95        | 95           | "Decir la verdad"                    | 11 de fevereiro de 2005 |
| 96        | 96           | "¿Sobredosis?"                       | 14 de fevereiro de 2005 |
| 97        | 97           | "Ascenso"                            | 15 de fevereiro de 2005 |
| 98        | 98           | "No creas los chismes"               | 16 de fevereiro de 2005 |
| 99        | 99           | "Rehabilitación"                     | 17 de fevereiro de 2005 |
| 100       | 100          | "La verdad sobre mi vida"            | 18 de fevereiro de 2005 |
| 101       | 101          | "Diego vuelve con Paola"             | 21 de fevereiro de 2005 |
| 102       | 102          | "Roberta regresa"                    | 22 de fevereiro de 2005 |
| 103       | 103          | "Mia se va"                          | 23 de fevereiro de 2005 |
| 104       | 104          | "Mia está con Alma"                  | 24 de fevereiro de 2005 |
| 105       | 105          | "Olvida lo que pasó"                 | 25 de fevereiro de 2005 |
| 106       | 106          | "Roberta está celosa"                | 28 de fevereiro de 2005 |
| 107       | 107          | "Mia no cree en su papá"             | 1 de março de 2005      |
| 108       | 108          | "¿Alma y Franco juntos?"             | 2 de março de 2005      |
| 109       | 109          | "Mia y Miguel"                       | 3 de março de 2005      |
| 110       | 110          | "Celina sale de la banda"            | 4 de março de 2005      |
| 111       | 111          | "Teo, aceptado en la logia"          | 7 de março de 2005      |
| 112       | 112          | "Fin de semana"                      | 8 de março de 2005      |
| 113       | 113          | "Miguel pide disculpas"              | 9 de março de 2005      |
| 114       | 114          | "Show exitoso"                       | 10 de março de 2005     |
| 115       | 115          | "Avergonzado"                        | 11 de março de 2005     |
| 116       | 116          | "¿A Roberta le gusta Carlo?"         | 14 de março de 2005     |
| 117       | 117          | "Mia o Julieta"                      | 15 de março de 2005     |
| 118       | 118          | "No está listo para tener novia"     | 16 de março de 2005     |
| 119       | 119          | "Venganza y apuesta"                 | 17 de março de 2005     |
| 120       | 120          | "A la sombra de su fama"             | 18 de março de 2005     |
| 121       | 121          | "Nuevo prefecto"                     | 21 de março de 2005     |
| 122       | 122          | "Cambios en la banda"                | 22 de março de 2005     |
| 123       | 123          | "Invitados a Otro Rollo"             | 23 de março de 2005     |
| 124       | 124          | "La recomendada"                     | 24 de março de 2005     |
| 125       | 125          | "Delatores y encubridores"           | 25 de fevereiro de 2005 |
| 126       | 126          | "La banda se llama RBD"              | 28 de março de 2005     |
| 127       | 127          | "RBD en Otro Rollo"                  | 29 de março de 2005     |
| 128       | 128          | "El horario de las clases"           | 30 de março de 2005     |
| 129       | 129          | "Una confusión"                      | 31 de março de 2005     |
| 130       | 130          | "Diego y Roberta, otra vez"          | 1 de abril de 2005      |
| 131       | 131          | "Diego se va de la banda"            | 4 de abril de 2005      |
| 132       | 132          | "Cuidemos el bosque"                 | 5 de abril de 2005      |
| 133       | 133          | "Diego quiere a Paola"               | 6 de abril de 2005      |
| 134       | 134          | "Enojos"                             | 7 de abril de 2005      |
| 135       | 135          | "Acusada"                            | 8 de abril de 2005      |
| 136       | 136          | "Huída y vida nueva"                 | 11 de abril de 2005     |
| 137       | 137          | "¿Quién robó?"                       | 12 de abril de 2005     |
| 138       | 138          | "Roban a los profesores"             | 13 de abril de 2005     |
| 139       | 139          | "La logia está furiosa"              | 14 de abril de 2005     |
| 140       | 140          | "Modelo de lencería"                 | 15 de abril de 2005     |
| 141       | 141          | "Ojo morado"                         | 18 de abril de 2005     |
| 142       | 142          | "¿Con quién se fugó Diego?"          | 19 de abril de 2005     |
| 143       | 143          | "En el hospital"                     | 20 de abril de 2005     |
| 144       | 144          | "Padres impostores"                  | 21 de abril de 2005     |
| 145       | 145          | "Dominar a las mujeres"              | 22 de abril de 2005     |
| 146       | 146          | "Hacerse monja"                      | 25 de abril de 2005     |
| 147       | 147          | "Ceremonia de iniciación"            | 26 de abril de 2005     |
| 148       | 148          | "Auto de regalo"                     | 27 de abril de 2005     |
| 149       | 149          | "Teo secuestrado"                    | 28 de abril de 2005     |
| 150       | 150          | "Presentimiento"                     | 29 de abril de 2005     |
| 151       | 151          | "Teo logra escapar"                  | 2 de maio de 2005       |
| 152       | 152          | "Mia furiosa"                        | 3 de maio de 2005       |
| 153       | 153          | "Los nombres de los logios"          | 4 de maio de 2005       |
| 154       | 154          | "Desaparecen las pruebas"            | 5 de maio de 2005       |
| 155       | 155          | "Exigimos justicia"                  | 6 de maio de 2005       |
| 156       | 156          | "Intento de violación"               | 9 de maio de 2005       |
| 157       | 157          | "Invitado a ir de vacaciones"        | 10 de maio de 2005      |
| 158       | 158          | "Puedes seguir en la banda"          | 11 de maio de 2005      |
| 159       | 159          | "Recuperar lo perdido"               | 12 de maio de 2005      |
| 160       | 160          | "Viaje a Canadá"                     | 13 de maio de 2005      |
| 161       | 161          | "Fingen ser novios"                  | 16 de maio de 2005      |
| 162       | 162          | "Que se reconcilien"                 | 17 de maio de 2005      |
| 163       | 163          | "Sólo amigos"                        | 18 de maio de 2005      |
| 164       | 164          | "Madariaga no se va"                 | 19 de maio de 2005      |
| 165       | 165          | "Que Alma no se vaya"                | 20 de maio de 2005      |
| 166       | 166          | "Infarto"                            | 23 de maio de 2005      |
| 167       | 167          | "Te quiero y te necesito"            | 24 de maio de 2005      |
| 168       | 168          | "Pastillas para adelgazar"           | 25 de maio de 2005      |
| 169       | 169          | "Trabajo en la cafetería"            | 26 de maio de 2005      |
| 170       | 170          | "Castigadas"                         | 27 de maio de 2005      |
| 171       | 171          | "Gastón es Juan"                     | 30 de maio de 2005      |
| 172       | 172          | "Las cartas"                         | 31 de maio de 2005      |
| 173       | 173          | "Préstamo"                           | 1 de junho de 2005      |
| 174       | 174          | "Amnesia"                            | 2 de junho de 2005      |
| 175       | 175          | "Falso tutor"                        | 3 de junho de 2005      |
| 176       | 176          | "José Luján"                         | 6 de junho de 2005      |
| 177       | 177          | "Me parte el corazón"                | 7 de junho de 2005      |
| 178       | 178          | "La guitarra de Lenny Kravitz"       | 8 de junho de 2005      |
| 179       | 179          | "La apuesta"                         | 9 de junho de 2005      |
| 180       | 180          | "Se descubre la verdad"              | 10 de junho de 2005     |
| 181       | 181          | "Por lástima"                        | 13 de junho de 2005     |
| 182       | 182          | "Persecución"                        | 14 de junho de 2005     |
| 183       | 183          | "Confesiones"                        | 15 de junho de 2005     |
| 184       | 184          | "De regreso a Monterrey"             | 16 de junho de 2005     |
| 185       | 185          | "No lastimes a Mia"                  | 17 de junho de 2005     |
| 186       | 186          | "Fotos desnudos"                     | 20 de junho de 2005     |
| 187       | 187          | "¿Venganza?"                         | 21 de junho de 2005     |
| 188       | 188          | "Lupita no se quiere convertir"      | 22 de junho de 2005     |
| 189       | 189          | "Concierto en un teatro"             | 23 de junho de 2005     |
| 190       | 190          | "Viaje a la Selva Lacandona"         | 24 de junho de 2005     |
| 191       | 191          | "Fiesta de cumpleaños"               | 27 de junho de 2005     |
| 192       | 192          | "Vestidos de fiesta"                 | 28 de junho de 2005     |
| 193       | 193          | "Regalos y felicitaciones"           | 29 de junho de 2005     |
| 194       | 194          | "Que no se arruine la fiesta"        | 30 de junho de 2005     |
| 195       | 195          | "La banda toca en la fiesta"         | 1 de julho de 2005      |
| 196       | 196          | "¿Está borracha o se hace?"          | 4 de julho de 2005      |
| 197       | 197          | "Enfrentados por Roberta"            | 5 de julho de 2005      |
| 198       | 198          | "Intercambio de casas"               | 6 de julho de 2005      |
| 199       | 199          | "Conflictos por los padres"          | 7 de julho de 2005      |
| 200       | 200          | "No lo va a perdonar"                | 8 de julho de 2005      |
| 201       | 201          | "Madariaga no se va"                 | 11 de julho de 2005     |
| 202       | 202          | "No expulsen a los becados"          | 12 de julho de 2005     |
| 203       | 203          | "¿Simón es casado?"                  | 13 de julho de 2005     |
| 204       | 204          | "Serán expulsados"                   | 14 de julho de 2005     |
| 205       | 205          | "Traiciones"                         | 15 de julho de 2005     |
| 206       | 206          | "Grabación"                          | 18 de julho de 2005     |
| 207       | 207          | "Franco y Valeria ¿se casan?"        | 19 de julho de 2005     |
| 208       | 208          | "Déjalo, por el bien del bebé"       | 20 de julho de 2005     |
| 209       | 209          | "La boda de Franco"                  | 21 de julho de 2005     |
| 210       | 210          | "Concierto de RBD"                   | 22 de julho de 2005     |
| 211       | 211          | "Problemas familiares"               | 25 de julho de 2005     |
| 212       | 212          | "Falsa acusación"                    | 26 de julho de 2005     |
| 213       | 213          | "Boda simbólica"                     | 27 de julho de 2005     |
| 214       | 214          | "Amigos"                             | 28 de julho de 2005     |
| 215       | 215          | "Viaje en crucero"                   | 29 de julho de 2005     |

## Trilha sonora
A trilha sonora da primeira temporada foi o álbum Rebelde do grupo RBD. A banda surgiu dentro da novela, depois o grupo seguiu com a carreira musical após o final da trama. Na novela, a banda era inicialmente um quarteto, assim como na versão argentina da trama, formado pelas personagens Celina Ferreira (Estefania Villareal), Roberta Pardo (Dulce María), Miguel Arango (Alfonso Herrera) e Diego Bustamante (Christopher Uckermann). Com o desenvolvimento da novela, as personagens Lupita Fernandez (Maite Perroni), Mía Colucci (Anahí), e Giovanni Méndez (Christian Chávez) passaram a integrar o grupo, ocasionando a saída da personagem Celina, ainda na primeira temporada. A temporada contou com várias músicas na abertura, entre elas: "Rebelde", "Sólo Quédate En Silencio" e "Sálvame", todas cantada pelo RBD. "Malas Intenciones" do cantor Erik Rubín foi um dos primeiros temas de abertura, Erick também teve a música "Déjame" como tema em várias cenas românticas dos principais casais que se formavam ao longo da primeira temporada da novela. Eventualmente, "Plástico" da cantora Natasha, também tocava na abertura. "Por Besarte" da dupla Lu também foi tema dos principais casais da primeira temporada, fazendo a canção ser um grande sucesso. "La Rebelde" interpretada por Ninel Conde, também atriz de Rebelde, cantava a canção durante seus concertos na novela. 
Em sua transmissão no Brasil, pelo SBT e o grande êxito que a trama juvenil estava tendo de audiência, a produção do SBT teve a ideia de apoiar isso com uma trilha sonora em português na qual primeiramente resolveram fazer a dublagem das canções originais do grupo RBD pelos seus respectivos dubladores (sendo uma delas denominada "Só Fique No Silêncio"), mas como o projeto não foi bem recebido pelo público, não seguiu em frente. Um tempo depois resolveram por novamente adiante o projeto, mas só que desta vez as vozes nas canções seriam da própria banda, e isso foi possível por meio de um treinamento dos integrantes no idioma falado no Brasil e as gravações, foi feito por meio de pausas entre estúdio e novela, pois na época estavam gravando. Apenas sete das onze faixas foram traduzidas e adaptadas das canções originais por Cláudio Rabello, sobe direção de Pedro Damián. O álbum foi lançado em parceria do SBT Music e a gravadora EMI em 1.° de novembro de 2005.

## Lançamento em DVD
A versão em DVD da novela foi lançada no Brasil, Estados Unidos e México em 10 de agosto de 2005 pela Televisa Home Entertainment. O box set contém 3 discos com duração total de 780 minutos, divido em 6 DVD com um total de 4680 minutos de duração.
| Rebelde: 1.ª temporada | | | |
| Detalhes | Detalhes | Detalhes | Extras |
| - Conjunto de 3 discos - Proporção de 1.33:1 - Idiomas: - Espanhol - Português (apenas na região 4) - Legendas: - Espanhol - Inglês (região 1) - Português (região 4) | - Conjunto de 3 discos - Proporção de 1.33:1 - Idiomas: - Espanhol - Português (apenas na região 4) - Legendas: - Espanhol - Inglês (região 1) - Português (região 4) | - Conjunto de 3 discos - Proporção de 1.33:1 - Idiomas: - Espanhol - Português (apenas na região 4) - Legendas: - Espanhol - Inglês (região 1) - Português (região 4) | - Videoclipes: - "Rebelde" - "Sólo Quédate en Silencio" - "Sálvame" - Os melhores beijos - Galeria de fotos - Biografias - Menus interativos |
| Datas de lançamento | | | - Videoclipes: - "Rebelde" - "Sólo Quédate en Silencio" - "Sálvame" - Os melhores beijos - Galeria de fotos - Biografias - Menus interativos |
| Brasil | Estados Unidos | México | - Videoclipes: - "Rebelde" - "Sólo Quédate en Silencio" - "Sálvame" - Os melhores beijos - Galeria de fotos - Biografias - Menus interativos |
| dezembro de 2005 | 21 de novembro de 2006 | 10 de agosto de 2005 | - Videoclipes: - "Rebelde" - "Sólo Quédate en Silencio" - "Sálvame" - Os melhores beijos - Galeria de fotos - Biografias - Menus interativos |